# كيت إيفانز
كيت إيفانز (بالإنجليزية: Kate Evans)‏ هي فنانة قصص مصورة ورسامة كارتون بريطانية، ولدت في 2 أكتوبر 1972 في مونتريال في كندا.